# Starac
Starac (izvirno srbsko Старац) je naselje v Srbiji, ki upravno spada pod Občino Bujanovac; slednja pa je del Pčinjskega upravnega okraja.

## Demografija
V naselju živi 224 polnoletnih prebivalcev, pri čemer je njihova povprečna starost 44.6 let (43.2 pri moških in 46.6 pri ženskah). Naselje ima 78 gospodinjstev, pri čemer je povprečno število članov na gospodinjstvo 3.15.
To naselje je popolnoma srbsko (glede na rezultate popisa iz leta 2002).
|  |

| Demografija | Demografija     | Demografija     |
| Leto        | Št. prebivalcev | Št. prebivalcev |
| ----------- | --------------- | --------------- |
|             |                 |                 |
|             |                 |                 |
|             |                 |                 |
|             |                 |                 |
| 1948        | 622             |                 |
| 1953        | 613             |                 |
| 1961        | 610             |                 |
| 1971        | 509             |                 |
| 1981        | 315             |                 |
| 1991        | 225             | 222             |
| 2002        | 263             | 260             |
|             |                 |                 |

| Etnična sestava po popisu iz leta 2002 | Etnična sestava po popisu iz leta 2002 | Etnična sestava po popisu iz leta 2002 | Etnična sestava po popisu iz leta 2002 | Etnična sestava po popisu iz leta 2002 |
| -------------------------------------- | -------------------------------------- | -------------------------------------- | -------------------------------------- | -------------------------------------- |
| Srbi                                   | Srbi                                   |                                        | 260                                    | 100,0%                                 |
| Neznano                                | Neznano                                |                                        | 0                                      | 0,0%                                   |